# Gillet Gamla Helsingborg
Gillet Gamla Helsingborg är en ideell förening i Helsingborg, som bildades den 7 september 1928 och vars ändamål att bevara och ta hand om minnen från Helsingborg i gångna tider. Med "Helsingborg" menas här både gamla staden och de närliggande områden som i olika omgångar inkorporerats. För medlemskap fordras att man är eller har varit verksam i Helsingborg och "därvid visat särskilt intresse för staden."
Initiativtagare var affärsmannen Anders Borg och arkitekten Gustav W. Widmark och vid föreningens start bestod den av 21 medlemmar. Den första styrelsen bestod av åldermannen, jur.dr. Carl Sjunnesson, ingenjör Harald Bergengren, konsul Torsten Wullt, kamrer Edvin Öberg, chefredaktören för Helsingborgs Dagblad Ove Sommelius, samt Widmark själv. Numera begränsas antalet medlemmar till 325, varav alla är män[källa behövs], och endast 100 av medlemmarna får vara bosatta utanför Helsingborg.
Föreningen har under sin tid donerat ett flertal föremål till Helsingborgs stad, samt stått för finansieringen av flera monument. Bland annat donerade man stadsflaggan 1937, kommunfullmäktiges ordförandekedja 1985, en minnessten över pestkyrkogården i Slottshagen, en glasmålning i Helsingborgs rådhus i samband med dess 100-årsjubileum och en bronsavgjutning av medeltida Helsingborg, placerad på Stortorget.
Arkivhandlingar från Gillet Gamla Helsingborg förvaras hos Folkrörelsearkivet i Helsingborg.

## Utgivna böcker
Förutom donationer till staden har föreningen även gett ut ett flertal skrifter med anknytning till Helsingborg och stadens historia. Några exempel följer nedan:
- Eriksson, Torkel: Rådhuset i Helsingborg (1996).
- Ander, K.E.: Det Gamla Helsingborg som kameran räddat, del 1-15 (1980-1995).
- Tengberg, E.F.: Helsingborg År 1816 (1978).
- Wieselgren, Sigfrid: Minnen från Helsingborg (1964).
- Ewald, Sigfrid: Gamla Helsingborg i bild (1956).
- Moberg, Carl-Allan: Dietrich Buxtehude (1946).
- Taube, Björn: Helsingborgs Järnvägars Historia (1943).